# 范易谋
埃马纽埃尔·法贝尔 （法語：Emmanuel Faber, 1964年1月22日—），中文名范易谋，是一位法国企业家，达能集团首席执行官。

## 生平
1964年出生于法国格勒诺布尔，1980年代拿到法国业士文凭，1986年毕业于巴黎高等商业研究学院，毕业后先后任职于贝恩策略顾问和巴林银行，专职于并购业务咨询。1997年加入达能集团，2000年成为首席财务官和董事会成员。2005年被任命为亚太区副总裁，2006年将亚太区总部从新加坡搬迁至上海。2006年发起了一场针对娃哈哈宗庆后及其非合资公司的诉讼。2008年达能集团将占据51%的合资公司股权出让给娃哈哈，同时将范易谋调回法国总部，2008年1月至2014年9月担任达能集团副总裁，主管公司财务和人事职能，2011年4月被任命为董事会副主席。2009年参加了在贝伦 (巴西)举行的世界社会论坛。2014年10月担任达能集团首席执行官。2015年1月1日被任命为董事会主席。